# 帕克斯足球俱樂部
帕克斯足球俱樂部（匈牙利語：Paksi Futball Club）是匈牙利的一家足球俱樂部，位於保克什。俱樂部設立于1952年。在2006年，球隊升級進入匈牙利足球甲級聯賽。球隊的主場是Fehérvári úti Stadion。代表色是綠色和白色。

## 外部連結
- Official website （页面存档备份，存于） (in Hungarian)